# Stylidium coatesianum
Stylidium coatesianum är en tvåhjärtbladig växtart som beskrevs av A. Lowrie och S. Carlquist. Stylidium coatesianum ingår i släktet Stylidium och familjen Stylidiaceae. Inga underarter finns listade i Catalogue of Life.